# Джамель Бура
Джамель Бура (фр. Djamel Bouras; нар. 21 серпня 1971, Живор, Франція) — французький дзюдоїст, Олімпійський чемпіон 1996 року, чемпіон Європи, багаторазовий призер чемпіонатів світу та Європи.

## Виступи на Олімпіадах
| Олімпіада    | Дисципліна | Місце |
| ------------ | ---------- | ----- |
| Атланта 1996 | до 78 кг   | 1     |
| Сідней 2000  | до 81 кг   | 5     |